# 69 Herculis
e Herculis
Ne doit pas être confondu avec ε (Epsilon) Herculis.
Désignations
69 Herculis (en abrégé 69 Her) est une étoile binaire de la constellation boréale d'Hercule. Elle porte également la désignation de Bayer de e Herculis, 69 Herculis étant sa désignation de Flamsteed. Elle est visible à l'œil nu avec une magnitude apparente combinée de 4,63. D'après la mesure de sa parallaxe annuelle par le satellite Gaia, le système est distant d'environ ∼ 175 a.l. (∼ 53,7 pc) de la Terre. Il se rapproche du Système solaire à une vitesse radiale de −10 km/s.
Sa composante primaire de magnitude 4,66, désignée 69 Herculis A, est une étoile blanche de la séquence principale de type spectral A2V. Elle est âgée de 155 millions d'années et elle est 2,12 fois plus massive que le Soleil. L'étoile tourne rapidement sur elle-même, à une vitesse de rotation projetée de 155 km/s, ce qui lui donne un bourrelet équatorial qui est 5 % plus grand que son rayon solaire. Le rayon de l'étoile est 2,2 fois plus grand que le rayon solaire, elle est 37 fois plus lumineuse que le Soleil et sa température de surface est de 9 141 K.
La composante secondaire, 69 Herculis B, est une étoile de magnitude 8,68 située à une séparation angulaire de 0,84 seconde d'arc de la primaire en 2008. Une émission de rayons X a été détectée en provenance du système. Étant donné que les étoiles de type A ne sont pas supposées être une source de rayons X, cette émission vient très probablement du compagnon.